# M26 Pershing
El M26 Pershing fue un tanque medio/pesado estadounidense. Se produjo desde febrero de 1945 hasta comienzos de los años 50 y fue utilizado en las etapas finales de la Segunda Guerra Mundial y durante la guerra de Corea. Recibe su nombre en honor del general John J. Pershing, que dirigió la Fuerza Expedicionaria Estadounidense en Europa durante la Primera Guerra Mundial.
El desarrollo del M26 durante la Segunda Guerra Mundial se prolongó debido a numerosos factores, en especial los continuos problemas con los prototipos, que influyeron en que algunos generales prefirieran continuar con el equilibrado y exitoso M4 Sherman. En consecuencia, solo los 20 primeros M26 (T26E3) que fueron desplegados en Europa en enero de 1945 participaron en acciones bélicas durante la Segunda Guerra Mundial. El M26 y su derivado, el M46 Patton, contaron con mayor presencia durante la guerra de Corea. Diseñado originalmente como carro de combate pesado y redesignado más tarde como tanque medio, el M26 superó al T-34-85 en términos de poder de fuego y protección pero carecía de la movilidad necesaria y era mecánicamente poco fiable, por lo que fue retirado de Corea en favor del M46, que era esencialmente el mismo vehículo pero con un motor de mayor potencia.
El Pershing fue la respuesta estadounidense a los Panther y Tiger alemanes, convirtiéndose en el sucesor del M4 Sherman y sentando las bases de lo que serían los tanques estadounidenses durante la Guerra Fría. La descendencia del M26 prosiguió con el M47 Patton, e influyó en el diseño de modelos posteriores como el M48 Patton o el M60 Patton.

## Historia

### Desarrollo
El M26 fue la culminación de una serie de prototipos de tanque que se inició con el T20 en 1942, y representó un gran cambio en la línea de diseño anterior que había dado lugar al M4 Sherman. Se ensayaron distintos elementos de diseño en los diferentes prototipos, quedando algunos de ellos en punto muerto, pero varios se convertirían en características permanentes de los subsiguientes carros de combate estadounidenses. La serie de prototipos comenzó como una mejora del M4 Sherman y terminó como el primer tanque pesado operativo del Ejército de los Estados Unidos, que después fue recatalogado como tanque medio.
La primera serie de carros de combate había evolucionado desde el M1 progresando hasta el M2 ligero, el M2 tanque medio, el M3 Lee, y finalmente, el M4 Sherman. Estos carros de combate compartían rasgos comunes tales como la utilización de motores posteriores refrigerados por aire y una caja de cambios frontal. Esto requería que la transmisión cruzara todo el tanque por debajo de la torre aumentando así la altura total del vehículo, una característica compartida con los tanques alemanes de la Segunda Guerra Mundial, que también empleaban este sistema. Además, el gran diámetro de los motores radiales en la línea de tanques M4 se sumaba a la altura del casco. Estas características dieron lugar a la silueta alta y barbetas laterales de gran tamaño que eran característicos del linaje M4.
En la primavera de 1942, como el M4 Sherman estaba entrando en producción, el Departamento de Artillería de los Estados Unidos comenzó a trabajar en un sucesor. El T20, que alcanzó el estado de prototipo en mayo de 1942, había sido ideado como un carro de combate medio mejorado para sustituir al M4. Un primer tanque pesado, el M6 se había estandarizado en febrero de 1942, pero resultó ser un fracaso. El ejército estadounidense carecía de un uso doctrinal para los tanques pesados en aquella época.
El T-20 fue diseñado con la intención de producir un casco más compacto. El motor GAF Ford V-8 ya estaba disponible, era una versión de perfil inferior al motor GAA empleado en las versiones posteriores del M4 Sherman. El motor había sido un intento de Ford de producir un motor de avión V-12 refrigerado por líquido, no obstante no recibió ningún encargo para ser empleado en aeronaves, por lo que fue adaptado como un V-8 para su uso en carros de combate. El empleo de este motor de silueta reducida junto a la elección de una transmisión y caja de cambios también posterior, hicieron posible reducir el perfil del casco y eliminar las barbetas laterales.
El T20 inicial fue equipado con el nuevo cañón M1A1 de 76 mm, desarrollado a partir del cañón antiaéreo M1918 de 3 pulgadas. El blindaje frontal de 3 pulgadas era 13 mm más grueso que el blindaje frontal de 63 mm del M4. La inclinación de este era similar, de 46° El peso total del T20 era aproximadamente el mismo que el del M4.
El T-20 empleaba una versión temprana de la suspensión HVSS, que suponía una mejora frente a la menos robusta suspensión de las versiones iniciales del M4. Prototipos posteriores del M26 se utilizaron para probar la suspensión por barra de torsión, que terminaría por convertirse en el sistema estándar no solo en el M26, sino en modelos posteriores.

La serie T22 volvió a la transmisión del M4 debido a problemas con los modelos iniciales de la transmisión "Torqmatic" empleada en el T20. El T22E1 se utilizó para probar un cargador automático para el cañón, eliminando la posición del cargador con una torreta pequeña de tan solo dos tripulantes.

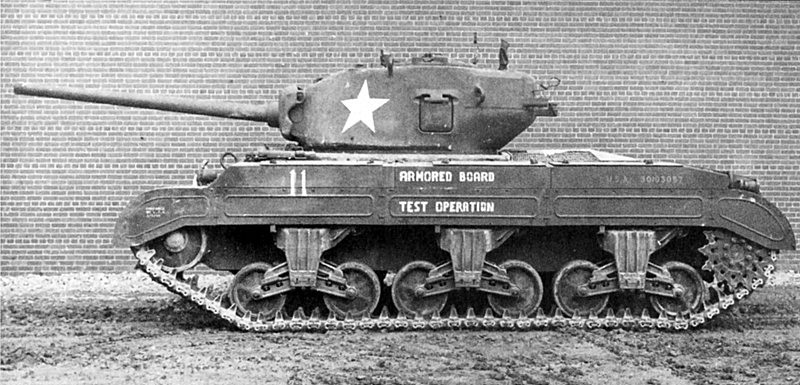
T23 con torreta de producción equipada con un cañón M1A1 de 76 mm. Esta torreta terminaría siendo empleada para la versión de 76 mm del M4 Sherman. Nótese la suspensión de voluta vertical.

Durante buena parte del 1943 no se consideró la necesidad de un carro de combate superior al M4 Sherman de 75 mm. La falta de ideas por parte del resto del ejército de lo que realmente era necesario impulsó al Departamento de Artillería de los Estados Unidos a centrarse en la investigación de transmisiones eléctricas con la serie T23.
La transmisión eléctrica fue fabricada por General Electric, y consistía en un generador impulsado por el motor, que alimentaba dos motores de tracción. El concepto era similar al sistema de transmisión del "Porsche Tiger" alemán (que más tarde daría lugar al Ferdinand/Elefant). Esta proporcionaba mejoras en el rendimiento en terrenos irregulares o montañosos, donde el sistema admitía un mejor manejo de los cambios de par motor requeridos en esta clase de terrenos.
El T23 de transmisión eléctrica fue el abanderado del Departamento de Artillería durante esta fase de desarrollo. Tras la construcción de los prototipos iniciales a inicios del 1943, una serie adicional de 250 unidades del T23 se produjo de mayo a diciembre de 1943. Estos fueron los primeros carros de combate del Ejército de EE. UU. equipados con el cañón de 76 mm M1A1 que entraron en producción. No obstante, el T23 habría requerido que el ejército adoptara una línea de entrenamiento, reparación y mantenimiento completamente separada de la ya establecida, razón por la cual el T23 fue rechazado para entrar en combate.

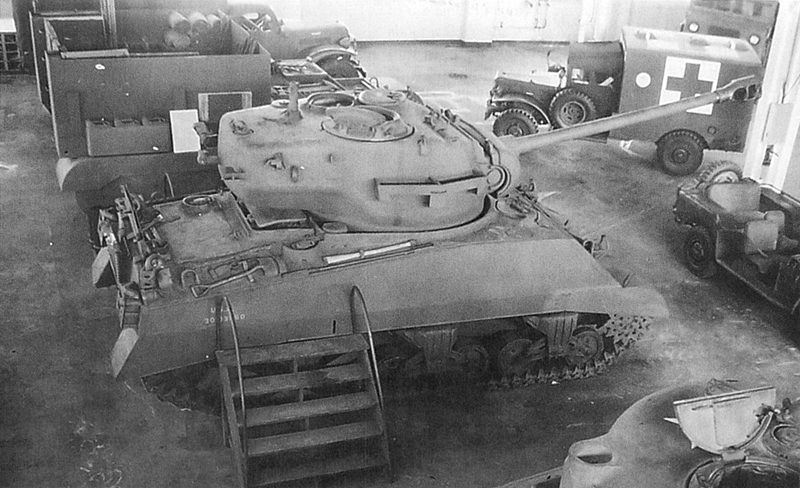
Prototipo de torreta con cañón de 90 mm montada en un M4A3.

El mayor legado del T23 fue por lo tanto la torreta que empleaba, que había sido diseñada para ser intercambiable con la del M4 Sherman. Dicha torreta fue utilizada en todas las versiones del M4 76 mm, pues la original del M4 75 mm había resultado ser demasiado pequeña para montar el cañón M1A1 de 76 mm. La producción de los M4 con torreta de T23, más conocidos como M4E6, dio comienzo el verano del 1943.
Las series T25 y T26 vieron la luz en mitad de un acalorado debate en el seno del Ejército norteamericano acerca de la necesidad de dotar a los tanques de mayor potencia de disparo y mejor blindaje. Dicho debate daría lugar a la instalación de cañones de 90 mm en un nuevo modelo de torreta de gran tamaño, conjunto que sería instalado en ambos modelos. La serie T26 se reforzó con un mayor blindaje frontal en el casco, incrementando el grosor del mantelete a 100 mm. Todo esto incrementó el peso del T26 por encima de las 36 t reduciendo su movilidad y durabilidad, pues ni el motor ni la transmisión se adaptaron a las nuevas necesidades que implicaba dicho sobrepeso.
Estos cambios definirían al T26 como tanque pesado. Sin embargo a largo plazo esta falta de movilidad terminaría siendo el punto débil del M26, que al poco tiempo resultaría demasiado ligero como para ser considerado un tanque pesado, y demasiado lento como para cubrir el rol de un tanque medio.
El T26E3 fue la versión de producción del T26E1 con cierto número de modificaciones menores realizadas a raíz de las pruebas de campo. A consecuencia de su entrada en combate, sería renombrado como M26 en marzo de 1945.
Tras la Segunda Guerra Mundial 1.160 unidades M26 fueron actualizadas con motores y transmisiones mejorados, y se redesignaron como M46 Patton.

### Retraso en la producción
El M26 se introdujo en las etapas finales de la Segunda Guerra Mundial, por lo que participó en un número muy reducido de acciones bélicas. Sigue habiendo controversia acerca de por qué la producción de este tanque sufrió tantos retrasos.
Continuos problemas con los prototipos
Todos los prototipos construidos sufrieron fallos mecánicos graves y el ejército no quiso arriesgarse a que sus hombres se quedasen tirados en medio del campo de batalla porque el tanque había dejado de funcionar.
Simplificación de la cadena de suministros
McNair estableció un criterio de "necesidades de combate" para la adquisición de armas con el objeto de dar el mejor uso posible a la enorme cadena de suministros hasta Europa (4.800 km). Dicho criterio obstaculizaba la entrada de armas que pudieran resultar innecesarias, extravagantes o poco fiables en el campo de batalla. Desde su punto de vista, la introducción de un nuevo tanque pesado suponía demasiados problemas en concepto de transporte, abastecimiento, mantenimiento y fiabilidad, siendo además innecesario en 1943 o principios de 1944. El desarrollo del tanque requería tiempo, y no era posible desplegar el nuevo modelo lo bastante rápido bajo un criterio tan rígido.
Complacencia y factores políticos
Una cierta complacencia embargó a los responsables del desarrollo de tanques en el ejército estadounidense debido a que el M4 Sherman era superior a los tanques más comunes: el Panzer III y las versiones iniciales del Panzer IV. Incluso durante la mayor parte de 1943, el M4 Sherman con cañón de 75 mm fue efectivo contra la mayoría de los tanques alemanes, a pesar de que la aparición generalizada del cañón alemán 7.5 cm KwK 40 hizo que de forma paulatina se tomara conciencia de que el M4 estaba siendo superado en potencia de fuego. Los Tiger I y Panther que aparecieron en 1943 fueron vistos en números muy reducidos por fuerzas estadounidenses y en consecuencia se consideraron una amenaza menor. El resultado final fue que en 1943, el Departamento de Artillería, careciendo de instrucciones por parte del resto del ejército, centró sus esfuerzos de desarrollo acorazado principalmente en su proyecto estrella, la transmisión eléctrica del T23. Mientras, en el frente oriental, se disputaba una carrera armamentística, con los soviéticos respondiendo a los alemanes Tiger I y Panther mediante el desarrollo de los modelos T34/85 e IS-2. Asimismo los británicos buscaban continuamente mejorar la protección y blindaje de sus tanques (Sherman Firefly, Comet, Achilles) y estaban trabajando en su nuevo tanque Centurion. Es por tanto sorprendente que el ejército de EE. UU. no pusiera el mismo énfasis que rusos y británicos.
El periodo más crítico fue desde mitad de 1943 a mitad de 1944, cuando el M26 podría haber sido completado a tiempo para la invasión de Normandía.[cita requerida] Durante este tiempo, el desarrollo del T26 con cañón de 90 mm y blindaje mejorado se realizó de forma lenta debido a desacuerdos en el seno del ejército acerca de sus necesidades futuras en materia de blindados. Los detalles de qué sucedió exactamente varían de un historiador a otro, pero todos parecen coincidir que las Army Ground Forces fueron las principales responsables del retraso en la producción del T26, ya que sabían que los Sherman funcionaban y eran superiores a los diseños alemanes más comunes, además, los cañones de 76mm ya estaban disponibles para la invasión de Normandía, pero debido a que el desembarco iba a necesitar que los tanques apoyasen a la infantería se decidió retrasar la instalación de los 76mm.
El factor político también influyó. El poder de aquellos generales que defendían la idoneidad del concepto Tank Destroyer se impuso frente a los generales que pedían homogeneizar y dotarse con un nuevo tanque con más blindaje y más potencia de fuego para hacer frente a los tanques alemanes. Los nuevos cañones de 90mm. y munición mejorada de 76mm. se destinaron a las unidades de Tank Destroyer antes que a las equipadas con Sherman, que recibieron la nueva munición antitanque de 75mm. que demostró ser un fiasco. En los campos de batalla de Francia la nueva munición mejorada demostró ser incapaz y los M-36 Jackson estaban demasiado limitados en número y en empleo táctico para compensar la diferencia con los alemanes. Si el M-26 Pershing llegó a ver combate fue gracias a que el teniente general Jacob L. Devers se saltó la cadena de mando y habló directamente con el general George C. Marshall en diciembre de 1943, que autorizó la fabricación de 250 tanques, que en noviembre de 1944 salieron finalmente de la cadena de producción.

### Producción
Independientemente de cómo se alcanzó, la fase de producción dio comienzo en noviembre de 1944. Ese mes se produjeron diez unidades T26E3 en el Fisher Tank Arsenal, treinta en diciembre, setenta en enero de 1945 y ciento treinta y dos en febrero. El Detroit Tank Arsenal también inició la producción en marzo de 1945, y el cómputo total fue de ciento noventa y cuatro tanques ese mes. La producción continuó hasta el fin de la guerra, de manera que a finales de 1945 se habían fabricado más de dos mil unidades.
A raíz de su bautismo de fuego en Europa, el T26E3 fue redesignado como M26 en marzo de 1945.

### Super Pershing

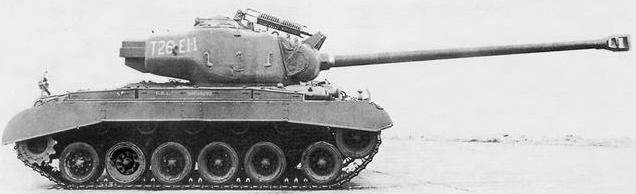
Un "Super Pershing" antes de recibir el incremento de blindaje. Nótese la longitud del cañón, de 73 calibres, para competir con el cañón 88 mm KwK 43 L/71 del Tiger II.

El cañón M3 de 90 mm del Pershing era similar al 88 KwK 36 alemán utilizado en el Tiger I. En un esfuerzo por igualar la potencia de fuego del 88 KwK 43 montado en el Tiger II, el cañón T15E1 de 90 mm fue desarrollado y montado en un T26E1 en enero de 1945. 
Este tanque se llamó T26E1-1. El cañón T15E1 tenía 73 calibre de longitud y una recámara mucho mayor. Esto le daba al proyectil T30E16 APCR una velocidad de salida de 1.140 m/s, suficiente para perforar el blindaje frontal de un Panther a 2400 m. Este fue el único Super Pershing que sería enviado a Europa y tuvo su bautismo de fuego en la ciudad alemana de Dessau el 21 de abril de 1945 frente a un Königstiger, un enfrentamiento del que salió vencedor el tanque estadounidense aunque últimamente se ha desmitificado este combate porque se supone que se trató de una propaganda, o también puede deberse a la "Tigerfobia" de los estadounidenses. Algunos puntos para comprobar lo señalado anteriormente son los siguientes:
- Para la fecha en que los aliados invadieron Dessau, todos los Königstiger se encontraban en el este tratando de contener el avance soviético hacia Berlín.
- Los Tiger 2 eran entregados solamente a las tripulaciones veteranas, por lo que sería muy poco probable que fallaran un disparo a una distancia relativamente corta (aunque no se menciona, los 2 titanes acorazados se enfrentaron a una distancia de menos de 700 metros).
- Según varios documentales, el artillero del Super Pershing realizó un disparo sobre la parte inferior de la torreta del Tiger 2 cuando este subía una pila de escombros, haciendo que su munición explotase, pero la munición del Tiger 2 se encuentra detrás de la torreta, no  debajo.

Estos puntos llevan a suponer que se trataba de un Panzer IV, un modelo bastante inferior al Super Pershing, quizás al no poder reconocer bien al Panzer IV, fue confundido, como a menudo acostumbraban los tropas estadounidenses, por un Tiger I con la misma forma que un Panzer IV, y más tarde por motivos propagandísticos se vio elevado a un Tiger II (todo blindado de características desconocidas que tenían en el punto de mira era inmediatamente un Tiger para las tripulaciones estadounidenses).
Un segundo prototipo fue convertido a partir de un T26E3 utilizando una versión modificada del T15E2. Se construyeron un total de veinticinco unidades que se redesignaron como T26E4.
Tras la guerra, se dotó a dos M26 del cañón T56, de la misma longitud pero con un cartucho más corto y grueso, manteniendo la misma potencia que el proyectil original. También contaban con el freno de boca del cañón M3A1 del M26A1 y el M46. Se re-nombraron como M26E1, pero la falta de fondos cortó cualquier producción posterior.

### Posguerra
En mayo de 1946, debido a modificaciones en las necesidades del ejército estadounidense en materia de tanques, el M26 fue re-clasificado como tanque medio. Diseñado como carro de combate pesado, el Pershing aportaba una mejora considerable frente al M4 Sherman en términos de potencia de fuego y protección. Por otro lado, su movilidad era insatisfactoria para un tanque medio ya que utilizaba el mismo motor que impulsaba al M4A3, que era 10 t más ligero, y su transmisión era, en el mejor de los casos, poco fiable. En 1948, la variante M26E2 se desarrolló con un nuevo motor. Esta nueva versión terminaría siendo re-designada como M46 Patton y se construyeron 1.160 unidades M26 con este estándar. Así el M26 se convirtió en la base de la serie de carros de combate Patton, que lo reemplazarían a principios de la década de 1950. El M47 Patton fue un M46 Patton con una nueva torreta. Los posteriores M48 Patton y M60 Patton, que participarían en los conflictos de Vietnam y Oriente Medio, y continúan en servicio activo en algunas naciones hoy en día, eran re-diseños evolutivos basados en el diseño original establecido por el Pershing.

## Historial de combate

### Europa en la Segunda Guerra Mundial

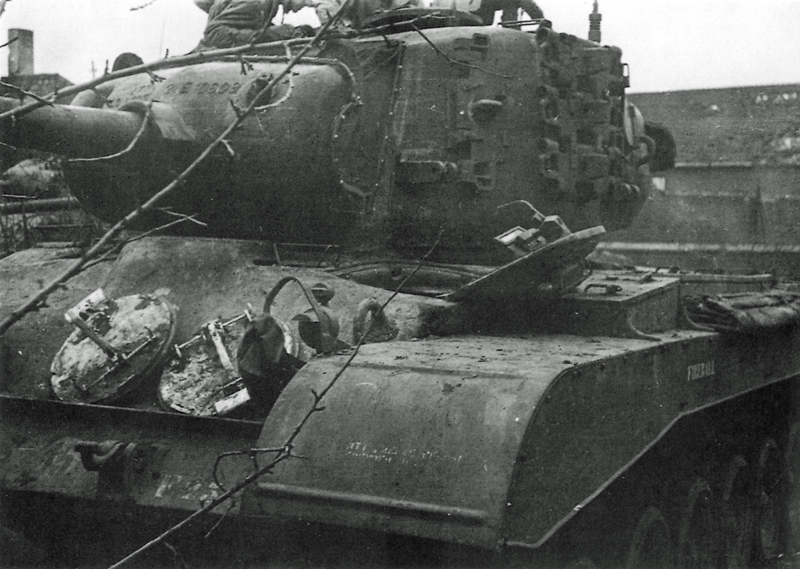
El T26E3 apodado Fireball, puesto fuera de combate por un Tiger I en una emboscada. Un proyectil de 88 m m le atravesó el mantelete (el impacto está marcado por un círculo).

Las terribles pérdidas sufridas en la batalla de las Ardenas contra una fuerza concentrada de 400 Panthers, Tigers II y otros blindados alemanes, revelaron las deficiencias de los M4 Sherman y los cazacarros estadounidenses.[cita requerida] El 22 de diciembre de 1944, mientras la batalla aún se disputaba, se ordenó que los nuevos T26E3 fueran desplegados en Europa. La inesperada potencia blindada alemana había resuelto de una vez por todas los interrogantes de si el nuevo T26 iba a ser necesario. McNair, principal opositor al nuevo tanque, había muerto por fuego amigo como resultado de un bombardeo impreciso mientras ejercía de observador durante la Operación Cobra, el 25 de julio de 1944. El primer envío constó de veinte unidades T26E3, que llegaron al puerto de Amberes en enero de 1945. Fueron asignados al 1.er Ejército de los EE. UU, divididos entre la 3.ª y 9.ª Divisiones Acorazadas. Un total de trescientos diez T26E3 fueron enviados a Europa antes del Día de la Victoria en Europa, pero solo los veinte primeros entrarían en combate.
En febrero de 1945, el general Gladeon Barnes, jefe de la sección de Investigación y Desarrollo del Ejército de Artillería, dirigió personalmente un equipo especial en el Frente Europeo llamado Zebra Mission. Su propósito era dar soporte a los T26E3, que seguían teniendo problemas de transmisión, así como poner a prueba nuevas armas.
Tras entrenar a sus tripulantes, los T26E3 recibieron su bautismo de fuego el 25 de febrero con la 3.ª División Acorazada en la batalla del río Rur. El 26 de febrero, un T26E3 llamado Fireball fue puesto fuera de combate en una emboscada en Elsdorf mientras vigilaba un bloqueo de carretera. Perfilado por un fuego cercano, el Pershing se encontraba en una posición desventajosa. Un Tiger camuflado disparó tres veces desde una distancia de unos 100 m El primer disparo penetró en la torreta a través de la tronera de la ametralladora coaxial, matando al artillero y al cargador. El segundo disparo impactó en el cañón, haciendo detonar el proyectil cargado e inutilizando el arma. El último disparo rebotó en el lateral de la torreta arrancando la escotilla de la cúpula superior. Mientras retrocedía para escapar, el Tiger quedó atascado y fue abandonado por su tripulación. Fireball fue rápidamente reparado y repuesto en servicio el 7 de marzo.
Poco después, también en Elsdorf, otro T26E3 eliminó un Tiger I y dos Panzer IV. El Tiger fue destruido a 800 m con un proyectil HVAP T30E16 de 90 mm. Fotografías de este Tiger muestran la penetración a través del mantelete del cañón principal.
El 6 de marzo, en la ciudad de Colonia, un T26E3 destruyó un Panther frente a la catedral después de que el Panther acabara con al menos tres M4 Sherman. La acción fue grabada por un cámara del Servicio de Transmisiones.
El mismo día, otro T26E3 fue destruido en el pueblo de Niehl, cerca de Colonia, por un Nashorn, a una distancia de menos de 300m. Hubo otros dos enfrentamientos que implicaron al T26E3, con un Tiger I destruido en combates cercanos a Colonia, y un Panzer IV eliminado en Mannheim.
Los T26E3 de la 9.ª División Acorazada participaron en combates cerca del río Rur, que acabaron con un Pershing puesto fuera de combate por dos impactos de un cañón de campaña alemán de 150 mm.
Cuatro T26E3 estuvieron involucrados en el asalto para tomar el Puente Ludendorff (más conocido como Puente de Remagen), proveyendo fuego de apoyo a la infantería con el objeto de tomar la cabecera del puente antes de que los alemanes tuvieran tiempo de volarlo. Algunos otros tanques de la división pudieron cruzarlo pero los T26E3 eran demasiado grandes y pesados como para atravesar el puente dañado y tuvieron que esperar cinco días antes de poder cruzar el río mediante transbordador. Los puentes de Europa no solían estar diseñados para grandes cargas, lo cual fue una de las objeciones que se pusieron para enviar un tanque pesado a Europa.

#### Super Pershing

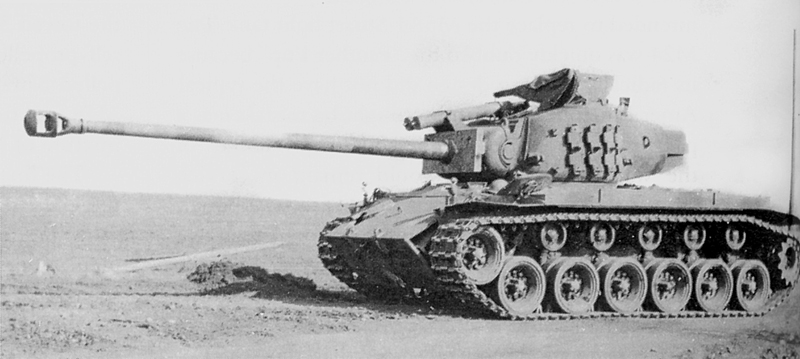
M26 "Super Pershing" tras llegar a Europa e instalarle el blindaje adicional.

Un único Super Pershing fue enviado a Europa y equipado con blindaje adicional en el mantelete del cañón el cual media 6 m de longitud y el casco frontal por el equipo de mantenimiento antes de ser asignado a una de las dotaciones de la 3.ª División Acorazada. Un recuento de las acciones en combate de este Super Pershing apareció en la memoria de guerra Another River, Another Town, de John P. Irwin, que era el artillero.
Zaloga describió tres acciones en su libro. El 4 de abril, el Super Pershing se enfrentó y destruyó un carro de combate alemán Panzer IV, o algo parecido, a una distancia de 1.500 m. 
El 12 de abril, el Super Pershing se adjudicó la destrucción de otro carro de combate de tipo desconocido que podría ser un Panther. 
El 21 de abril, en la ciudad de Dessau el Super Pershing estuvo involucrado en un duelo a corto alcance con un tanque alemán identificado como Königstiger - el disparo del alemán rebotó en el blindaje reforzado del Super Pershing y este respondió destruyendo al alemán con un impacto en la parte inferior cuando este remontaba unos escombros. 
Irwin describió el tanque como un King Tiger, pero Zaloga expresó su escepticismo de que lo fuera. Tras la guerra, el Super Pershing fue fotografiado en un depósito de vehículos en Kassel, Alemania, encontrándose desmantelado en su mayor parte.

### Okinawa
En mayo de 1945, mientras la férrea lucha proseguía en la isla de Okinawa, y las bajas se acumulaban las bajas de M4, se planificó el envío de M26 Pershing a dicha batalla. Un carguero con 12 Pershing partió el 31 de mayo, pero no estuvieron completamente desembarcados en la playa de Naha, Okinawa, hasta el 4 de agosto. Para entonces, la lucha por Okinawa había llegado a su fin, y el Día de la Victoria sobre Japón llegaría el 15 de agosto.

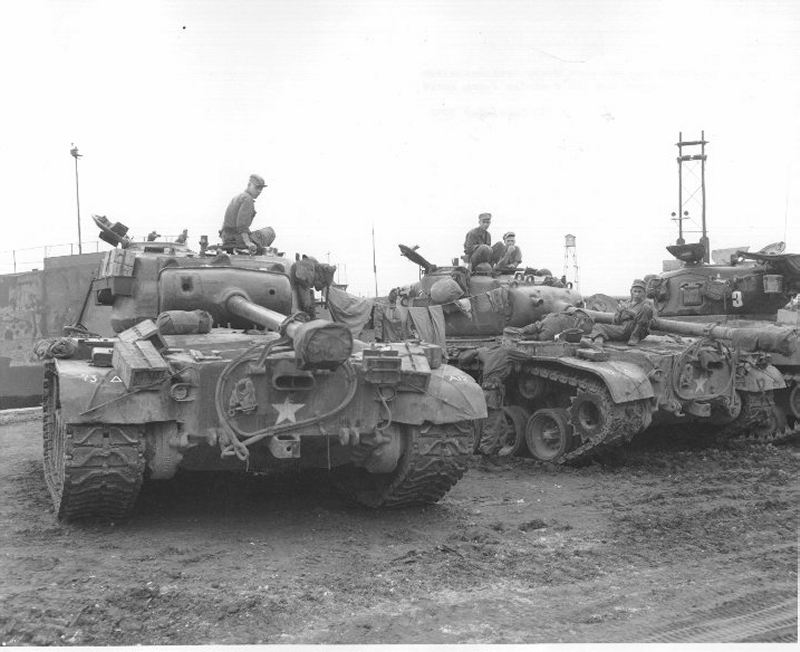
Tanques Pershing y Sherman del 73.º Batallón de tanques pesados en el puerto de Pusan, Corea.

### Corea

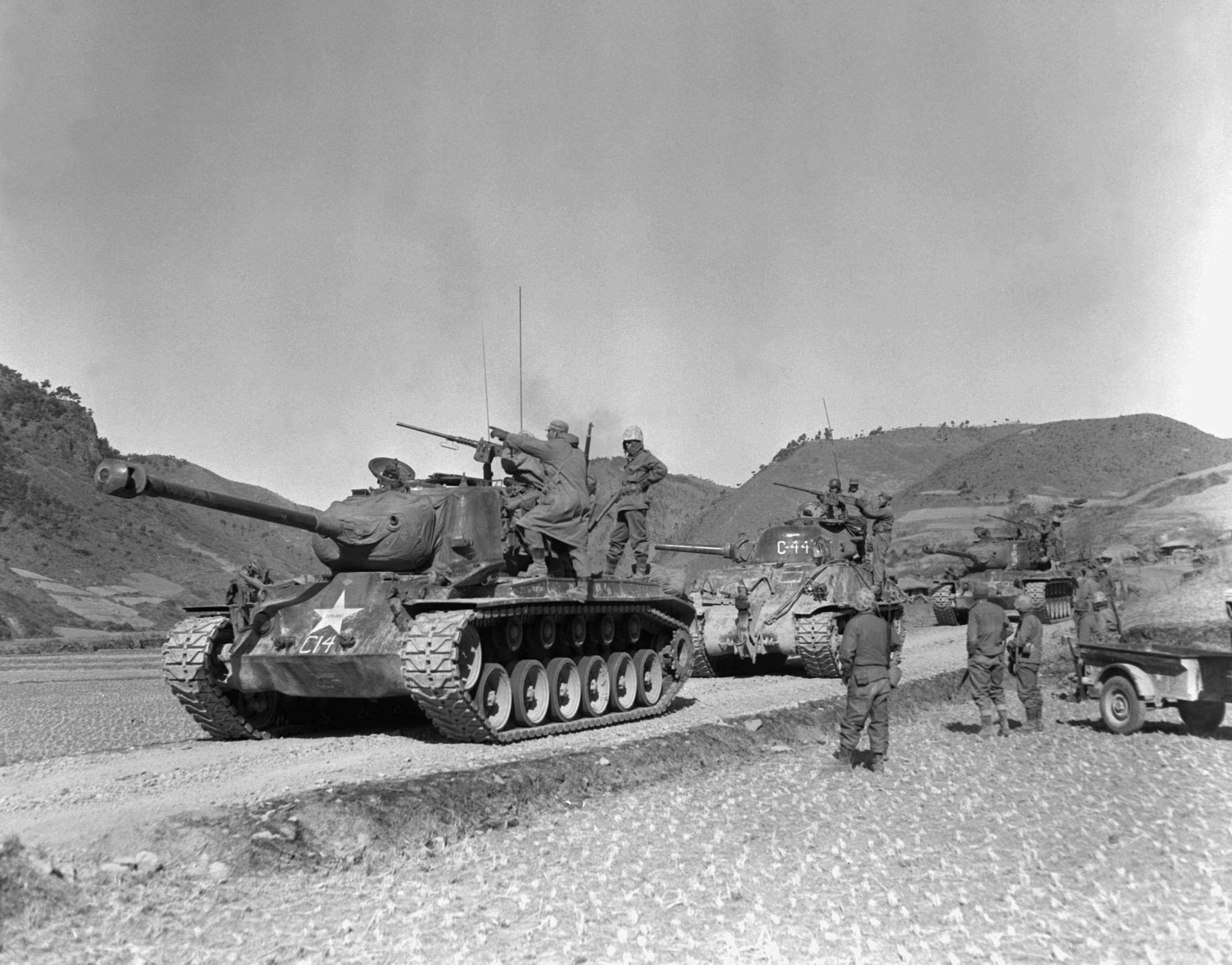
Una patrulla de tanques persigue a las guerrillas de Corea del Norte en algún lugar de la región montañosa de Corea.

El M26 participó en la guerra de Corea. Cuando comenzó la guerra en junio de 1950, las cuatro divisiones de infantería de ocupación japonesa carecían de tanques medios, contando únicamente con una compañía de carros de combate ligeros M24 Chaffee cada una. Cuando dichas divisiones fueron enviadas a Corea a finales de junio de 1950, se toparon con que los cañones de 75 mm de los M24 eran incapaces de perforar el blindaje de los T-34 norcoreanos, los cuales penetraban el escaso blindaje de los M24 sin problemas. Tres M26 Pershing fueron encontrados en malas condiciones en un depósito de armas en Tokio. Recibieron una puesta a punto apresurada con correas de distribución improvisadas. Se utilizaron entonces en la defensa del pueblo de Chinju, donde no tardaron en sobrecalentarse al fallar las correas de distribución. Así fue como se perdieron los tres únicos tanques medios desplegados en Corea.
Más carros de combate medios empezaron a llegar a Corea a finales de julio de 1950. No obstante no fue enviada ninguna división acorazada porque los comandantes consideraron que no eran armas apropiadas para operar en Corea, por lo que se enviaron seis divisiones de infantería y una de "marines". Cada división de infantería debería haber ido acompañada de un batallón de 69 tanques, y cada regimiento debería haber contado con 22; la división de marina contaba con un batallón de 70 carros de combate y 9 tanques equipados con obús+lanzallamas, y cada regimiento tenía una unidad anticarro compuesta de 5 tanques. Mientras las ordenanzas indicaban que todas las escuadras de tanques debían ser M26, con las variantes equipadas con obús asignadas al C.G. y los tanques ligeros empleados únicamente en tareas de reconocimiento, ciertas unidades sufrieron de una escasez que tuvo que ser completada con otros modelos. El 70.º Batallón de tanques en Fort Knox retiró los M26 de los museos y los reacondicionó para su uso en combate, pero aun así tuvo que completar 2 compañías con M4A3 Shermans en su lugar; el 72.º Batallón de tanques de Fort Lewis y el 73.er Batallón de tanques de Fort Benning fueron completamente equipados con M26; el 89.º Batallón de tanques medios se constituyó en Japón con tres compañías de M4A3 reacondicionados y una de M26 procedentes de varias bases del Pacífico; debido a la carencia de M26, la mayoría de compañías de tanques asignadas a los regimientos constaban de M4A3 Sherman. Dos batallones fueron separados de la 2.ª división acorazada de Fort Hood, el 6.º Batallón de tanques medios y el 64.º Batallón de tanques pesados que estaban completamente equipados con los nuevos M46 Patton. La 1.ª División de Marines de Camp Pendleton contaba con M4A3 con obuses de 105 mm, que fueron reemplazados con M26 días antes de la partida a Corea. Un total de trescientos nueve M26 fueron enviados a Corea el 1950.
Una investigación en 1954 concluyó que se habían producido 119 enfrentamientos tanque contra tanque que involucraron unidades estadounidenses durante la guerra de Corea, con 97 T-34-85 eliminados y otras 18 bajas probables. El M4A3E8 estuvo involucrado en el 50% de los enfrentamientos, el M26 en el 32% y el M46 en el 10%. El M26/M46 demostró que superaba al T34/85, pues su proyectil HVAP de 90 mm podía atravesar limpiamente todo el T-34, mientras que el T34/85 tenía problemas para atravesar el blindaje del M26/46. El M4A3E8, disparando con munición HVAP de 76 mm de la que se disponía en abundancia (al contrario que en la Segunda Guerra Mundial), era equivalente al T-34-85, pues ambos podían destruirse mutuamente con facilidad a distancias de combate normales.
Después de noviembre de 1950, apenas se encontraban blindados norcoreanos. China entró en el conflicto en febrero de 1951 con 4 regimientos blindados (una mezcla compuesta mayoritariamente de T-34/85, con algunos IS-2, y otros blindados). No obstante, al encontrarse los tanques chinos disueltos en la infantería, los enfrentamientos tanque contra tanque con las fuerzas de la ONU fueron poco comunes.
Con el descenso de los enfrentamientos tanque a tanque, las deficiencias motrices del M26 en el terreno montañoso coreano ganaron importancia, por lo que todos los M26 fueron retirados durante el 1951 y reemplazados con M4A3 Sherman y M46 Patton. La variante M45 equipada con obuses de 105 mm únicamente fue utilizada por la escuadra de asalto del 6.º Batallón de tanques medios, y dichos seis vehículos fueron retirados en enero de 1951.

## Europa

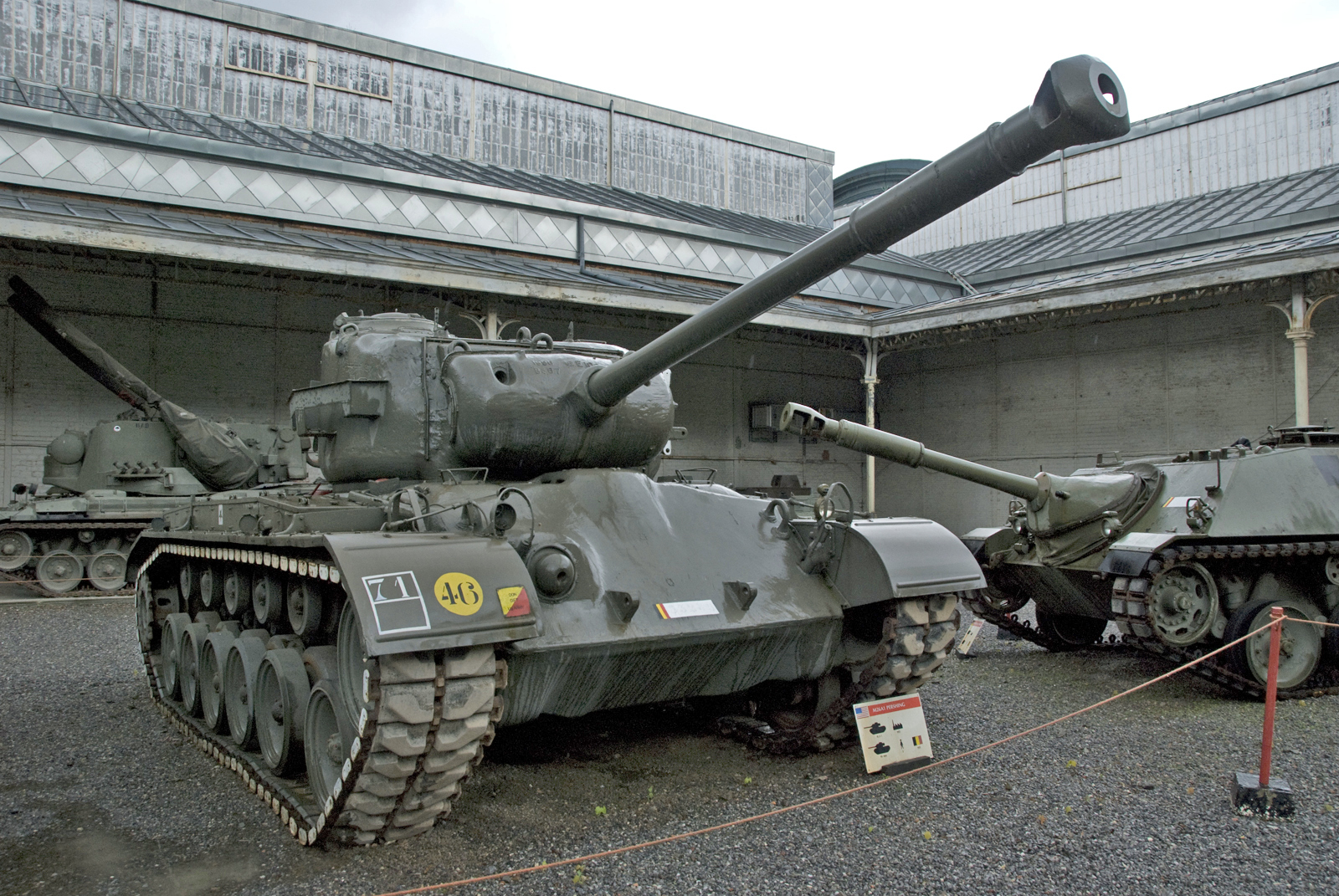
M26A1 en el Museo del Ejército Real, Bruselas. Cedidos a Bélgica, todos los M26 continuaron siendo propiedad de Estados Unidos a excepción de este vehículo, que fue donado al museo en 1980

Tras el final de la Segunda Guerra Mundial, las fuerzas de ocupación en Alemania se convirtieron en unidades de guardia, una fuerza semipolicial dedicada a controlar el flujo de refugiados y el mercado negro; las unidades de combate se convirtieron en unidades motorizadas ligeras y se distribuyeron por toda la zona de ocupación estadounidense. En el verano de 1947, el ejército necesitaba una unidad de combate en reserva que pudiera dar apoyo a las unidades de guardia dispersas por todo el territorio; al año siguiente, se reconstituyó y consolidó la 1.ª División de Infantería, contando con tres compañías regimentales de tanques y un batallón de tanques. Las ordenanzas de organización y equipamiento del 1948 para una división de infantería incluían 123 M26 Pershing y 12 M45 howitzer. En el verano de 1951, se enviaron tres divisiones más de infantería así como la 2.ª División Acorazada a la Alemania Occidental como parte de un programa de rearme de la OTAN. A medida que los M26 Pershings desaparecían del frente coreano a lo largo del 1951, las unidades de tanques desplegadas en Alemania Occidental eran equipadas con estos. Las ordenanzas de 1952–53 para las divisiones de infantería incluían 135 M47 Patton como reemplazo de los M26 y M45.
En 1952, el Ejército belga recibió 423 M26 y M26A1 Pershing, cedidos gratuitamente como parte del Mutual Defense Assistance Program. Los tanques fueron utilizados principalmente para equipar unidades de reserva de batallón: 2.º, 3.er y 4.º Régiments de Guides/Regiment Gidsen (las unidades belgas comparten nombres oficiales en francés y holandés); 7.º, 9.º y 10.º Régiments de Lanciers/Regiment Lansiers y finalmente el 2.º, 3.º y 5.º Bataillon de Tanks Lourds/Bataljon Zware Tanks. No obstante, en la primavera de 1953, el 1.er Batallón de Tanques Pesados de la 1.ª División de Infantería, una unidad en activo, estuvo equipada durante 3 meses con M26, antes de que estos fueran reemplazados con M47 Patton.
En 1961, el número de unidades de reserva se redujo y el sistema se reforzó, con los M26 pasando a equipar el 1.er y 3.er Escuadrón de Carros de Combate (Tank Escadron) como cuerpo general de reserva de la infantería. En 1969, todos los M26 habían sido retirados.
A medida que las unidades de ejército estadounidense en Alemania Occidental eran reequipadas con M47 en 1952-1953, Francia e Italia también recibieron M26; que Francia no tardó en reemplazar con M47 Patton, mientras Italia los mantuvo operativos hasta 1963.

## Variantes
- M26 (T26E3). Cañón M3 con freno de boca de dos tabiques. Modelo de producción principal.
- M26A1. Cañón M3A1 con sistema de escape y freno de boca de un tabique.
- T26E1-1 (T26E4-1 o M26A1E2). Versión armada con un T15E1 con estabilizador externo y de munición de una pieza (empleado en combate).
- T26E4. Versión experimental armada con cañón largo T15E2 con munición de dos piezas. El montante mejorado eliminó la necesidad de un estabilizador.
- M26E1. Cañón más largo. Cañón T54 con munición de una pieza. (postguerra)
- M26E2. Nuevo motor y transmisión mejorada, con cañón M3A1. Finalmente fue denominado M46 Patton. (Postguerra)
- T26E2, finalmente estandarizado para su uso como Heavy Tank M45 — un vehículo de apoyo cercano equipado con un obús de 105 mm (74 proyectiles).
- T26E5. Prototipo con mayor blindaje — máximo de 279 mm.

| Modelo      | Cañón                            | Grosor mantelete (mm) | Suspensión        | Transmisión                  | Motor                  | Ancho de oruga (pulgadas) | Fechas de producción      | Cantidad producida | Notas |
| ----------- | -------------------------------- | --------------------- | ----------------- | ---------------------------- | ---------------------- | ------------------------- | ------------------------- | ------------------ | --- |
| T20         | M1A1 76 mm                       | 76 mm                 | HVSS              | Torqmatic Model 30-30B       | GAN                    | 16-9/16                   | mayo de 1943              | 1                  | Primer intento de transmisión hidráulica, que resultó proclive a las filtraciones y el sobrecalentamiento |
| T20E3       | M1A1 76 mm                       | 76 mm                 | barras de torsión | Torqmatic Model 30-30B       | GAN                    | 18                        | julio de 1943             | 1                  | Intento de mejorar la maniobrabilidad y la presión sobre el suelo |
| T22         | M1A1 76 mm                       | 76 mm                 | HVSS              | M4A3 Sherman modificado      | GAN                    | 16-9/16                   | junio de 1943             | 2                  | Regreso a la transmisión del M4, más conocida y fiable |
| T22E1       | M3 75 mm con cargador automático | 76 mm                 | HVSS              | M4A3 Sherman modificado      | GAN                    | 16-9/16                   | agosto de 1943            | 1                  | Prueba de cargador automático para el cañón de 76 mm, torreta nueva más pequeña para dos tripulantes (artillero y comandante), convertido a partir de un T22 |
| T23         | 76 mm M1A1                       | 76 mm                 | VVSS              | Eléctrica                    | GAN                    | 16-9/16                   | enero–diciembre de 1943   | 250+               | Empleo de la misma suspensión (VVSS) que él M4 Sherman. Nueva torreta con cañón de 76 mm (más tarde empleada para el M4 76 mm) |
| T23E3       | M1A1 76 mm                       | 76 mm                 | barras de torsión | Eléctrica                    | GAN                    | 19                        | agosto de 1944            | 1                  | Prueba de barras de torsión, transmisión eléctrica y orugas de 19 pulgadas juntas. |
| T23E4       | M1A1 76 mm                       | 76 mm                 | HVSS              | Eléctrica                    | GAN                    | 23                        | finales de 1944           | 3                  | HVSS, transmisión eléctrica, orugas de 23 pulgadas |
| T25         | T7 90 mm                         | 76 mm                 | HVSS              | Eléctrica                    | GAN                    | 23                        | enero de 1944             | 2                  | Prueba de cañón de 90 mm y transmisión eléctrica en T23 convertidos. El T7 de 90 mm sería después estandarizado como M3 90 mm |
| T25E1       | M3 90 mm                         | 76 mm                 | HVSS              | Torqmatic                    | GAF                    | 19                        | febrero–mayo de 1944      | 40                 | Versión mejorada de la transmisión Torqmatic. El motor Ford GAF fue una modificación menor del motor GAN. |
| T26         | M3 90 mm                         | 114 mm                | barras de torsión | Eléctrica                    | GAN                    | 24                        | octubre de 1944           | 1                  | Peso de 43 toneladas, con cañón de 90mm, blindaje de 102mm y transmisión eléctrica |
| T26E1       | M3 90 mm                         | 114 mm                | barras de torsión | Torqmatic                    | GAF                    | 24                        | febrero–mayo de 1944      | 10                 | Prototipo en el que se basaría el modelo de producción en serie |
| T26E2       | Obús M4 de 105 mm                | 114 mm                | barras de torsión | Torqmatic                    | GAF                    | 24                        | julio de 1945             | 185                | Estandarizado como M45 tras la Segunda Guerra Mundial. |
| T26E3 / M26 | M3 90 mm                         | 114 mm                | barras de torsión | Torqmatic                    | GAF                    | 24/23                     | noviembre de 1944         | 2000+              | Modelo de producción en serie, estandarizado como M26 en marzo de 1945, los modelos de producción posterior empleaban orugas de 23 pulgadas |
| T26E4       | T15E1 90 mm, T15E2 90 mm         | 114 mm                | barras de torsión | Torqmatic                    | GAF                    | 24                        | noviembre de 1944         | 25                 | "Súper Pershing", el primer prototipo fue convertido a un T26E1 y fue el único en participar en combate. Su cañón T15E1 empleaba munición de una pieza. Todos los otros T26E4 emplearon el T15E2 con munición de dos piezas |
| T26E5       | M3 90 mm                         | 152 mm                | barras de torsión | Torqmatic                    | GAF                    | 23                        | junio–julio de 1945       | 27                 | Mismo concepto que el tanque de asalto "Jumbo" M4A3E2. T26E3 con blindaje extra, pesaba 46 toneladas. |
| M26E1       | T54 90 mm                        | 114 mm                | barras de torsión | Torqmatic                    | GAF                    | 23                        | a partir de junio de 1945 | 2                  | Versión mejorada del cañón de alta velocidad de 90mm del "Súper Pershing" con proyectil corto y grueso en lugar del modelo largo. Convertido a partir de unidades del M26. |
| M26E2 / M46 | M3A1 90 mm                       | 114 mm                | barras de torsión | Allison CD-850-1 cross-drive | Continental AV-17903-3 | 23                        | 1948–1949                 | 1 / 800            | Actualización de los M26 existentes. Nueva transmisión más compacta y motor de mayor potencia (810 CV). Cañón mejorado de 90mm, con sistema de escape y otras modificaciones. Conversiones adicionales se incluirían cuando el prototipo fue redesignado como T40, entonces se estandarizó como el M46 Patton. Un total de 800 M26 fueron convertidos al M46. |
| M26A1       | M3A1 90 mm                       | 114 mm                | barras de torsión | Torqmatic                    | GAF                    | 23                        | 1948                      | 1200?              | La falta de fondos impidió la conversión de todos los M26 a M46. La mayoría de los restantes únicamente recibieron una mejora del cañón al M3A1. |

## Usuarios
- Estados Unidos
- Bélgica
- Francia
- Italia
- Unión Soviética (recibió uno a través del programa Lend-Lease.[67])